# Giải vô địch bóng đá U-20 thế giới 2009
Giải vô địch bóng đá U-20 thế giới 2009 là giải đấu lần thứ 17 của Giải vô địch bóng đá U-20 thế giới, được tổ chức tại Ai Cập từ ngày 24 tháng 9 đến ngày 16 tháng 10 năm 2009. Tuy nhiên, Cúp Liên đoàn các châu lục 2009 được tổ chức vào giữa năm, FIFA quyết định lùi lịch tổ chức (cùng với Giải vô địch bóng đá U-17 thế giới 2009) sang cuối năm. Ghana đã giành chức vô địch sau khi đánh bại Brasil trên chấm phạt đền trong trận chung kết, trở thành đội bóng châu Phi đầu tiên vô địch giải đấu.

## Điều kiện của các cầu thủ
Chỉ các cầu thủ sinh vào hoặc sau ngày 1 tháng 1 năm 1989 mới đủ điều kiện tham gia giải đấu.

## Địa điểm thi đấu
| Cairo                                         | Cairo                                         | Alexandria                                        | Alexandria                                    |
| --------------------------------------------- | --------------------------------------------- | ------------------------------------------------- | --------------------------------------------- |
| Sân vận động Quốc tế Cairo                    | Sân vận động Al Salam                         | Sân vận động Borg El Arab                         | Sân vận động Haras El Hodoud                  |
| Sức chứa: 75.000                              | Sức chứa: 30.000                              | Sức chứa: 86.000                                  | Sức chứa: 22.000                              |
| 30°04′8,8″B 31°18′44,4″Đ / 30,06667°B 31,3°Đ  | 30°10′28,2″B 31°26′6″Đ / 30,16667°B 31,435°Đ  | 30°59′57,7″B 29°43′46″Đ / 30,98333°B 29,72944°Đ   | 31°09′3,4″B 29°50′54,4″Đ / 31,15°B 29,83333°Đ |
|                                               |                                               |                                                   |                                               |
| CairoAlexandriaSuezPort SaidIsmailia          |                                               |                                                   |                                               |
| Alexandria                                    | Suez                                          | Port Said                                         | Ismailia                                      |
| Sân vận động Alexandria                       | Sân vận động Quốc tế Mubarak                  | Sân vận động Port Said                            | Sân vận động Ismailia                         |
| Sức chứa: 13.660                              | Sức chứa: 45.000                              | Sức chứa: 17.988                                  | Sức chứa: 18.525                              |
| 31°11′50″B 29°54′48″Đ / 31,19722°B 29,91333°Đ | 29°57′44,8″B 32°34′6,5″Đ / 29,95°B 32,56667°Đ | 31°16′16,8″B 32°17′29,1″Đ / 31,26667°B 32,28333°Đ | 30°36′3,7″B 32°16′25,5″Đ / 30,6°B 32,26667°Đ  |
|                                               |                                               |                                                   |                                               |

## Vòng loại
23 đội đủ điều kiện tham dự Giải vô địch bóng đá U-20 thế giới 2009. Với tư cách là đội chủ nhà, Ai Cập được tự động tham dự giải đấu, nâng tổng số đội tham dự giải đấu lên 24 đội.
| Liên đoàn                            | Giải đấu loại                                 | Các đội vượt qua vòng loại                           |
| ------------------------------------ | --------------------------------------------- | ---------------------------------------------------- |
| AFC (châu Á)                         | Giải vô địch bóng đá U-19 châu Á 2008         | Úc · Hàn Quốc · UAE · Uzbekistan                     |
| CAF (châu Phi)                       | Chủ nhà                                       | Ai Cập                                               |
| CAF (châu Phi)                       | Giải vô địch bóng đá trẻ châu Phi 2009        | Cameroon · Ghana · Nigeria · Nam Phi                 |
| CONCACAF (Bắc, Trung Mỹ & Caribbean) | Giải vô địch bóng đá U-20 CONCACAF 2009       | Costa Rica · Honduras · Trinidad và Tobago · Hoa Kỳ  |
| CONMEBOL (Nam Mỹ)                    | Giải vô địch bóng đá U-20 Nam Mỹ 2009         | Brasil · Paraguay · Uruguay · Venezuela1             |
| OFC (châu Đại Dương)                 | Giải vô địch bóng đá U-20 châu Đại Dương 2008 | Tahiti1                                              |
| UEFA (châu Âu)                       | Giải vô địch bóng đá U-19 châu Âu 2008        | Cộng hòa Séc · Anh · Đức · Hungary · Ý · Tây Ban Nha |

1.^ Các đội lần đầu tiên tham dự.

## Trọng tài
| Liên đoàn | Trọng tài                              | Trợ lý                                                                       |
| --------- | -------------------------------------- | ---------------------------------------------------------------------------- |
| AFC       | Yuichi Nishimura (Nhật Bản)            | Toru Sagara (Nhật Bản) Jeong Hae-Sang (Hàn Quốc)                             |
| AFC       | Subkhiddin Salleh (Malaysia)           | Mu Yuxin (Trung Quốc) Thanom Borikut (Thái Lan)                              |
| CAF       | Mohamed Benouza (Algérie)              | Nasser Abdel Nabi (Ai Cập) Angesom Ogbamariam (Eritrea)                      |
| CAF       | Coffi Codjia (Benin)                   | Alexis Fassinau (Benin) Desire Gahungu (Burundi)                             |
| CAF       | Koman Coulibaly (Mali)                 | Ayuba Haruna (Ghana) Redouane Achik (Maroc)                                  |
| CAF       | Eddy Maillet (Seychelles)              | Bechir Hassani (Tunisia) Evarist Menkouande (Cameroon)                       |
| CONCACAF  | Joel Aguilar (El Salvador)             | William Torres (El Salvador) Juan Zumba (El Salvador)                        |
| CONCACAF  | Marco Rodríguez (México)               | José Luis Camargo (México) Alberto Morín (México)                            |
| CONMEBOL  | Héctor Baldassi (Argentina)            | Ricardo Casas (Argentina) Hernán Maidana (Argentina)                         |
| CONMEBOL  | Óscar Ruiz (Colombia)                  | Abraham González (Colombia) Humberto Clavijo (Colombia)                      |
| CONMEBOL  | Jorge Larrionda (Uruguay)              | Pablo Fandiño (Uruguay) Mauricio Espinosa (Uruguay)                          |
| OFC       | Peter O'Leary (New Zealand)            | Brent Best (New Zealand) Matthew Taro (Quần đảo Solomon)                     |
| UEFA      | Thomas Einwaller (Áo)                  | Roland Heim (Áo) Norbert Schwab (Áo)                                         |
| UEFA      | Frank De Bleeckere (Bỉ)                | Peter Hermans (Bỉ) Walter Vromans (Bỉ)                                       |
| UEFA      | Ivan Bebek (Croatia)                   | Tomislav Petrović (Croatia) Tomislav Setka (Croatia)                         |
| UEFA      | Roberto Rosetti (Ý)                    | Paolo Calcagno (Ý) Stefano Ayroldi (Ý)                                       |
| UEFA      | Olegário Benquerença (Bồ Đào Nha)      | José Cardinal (Bồ Đào Nha) Bertino Miranda (Bồ Đào Nha)                      |
| UEFA      | Alberto Undiano Mallenco (Tây Ban Nha) | Fermín Martínez Ibánez (Tây Ban Nha) Juan Carlos Yuste Jiménez (Tây Ban Nha) |

## Phân bổ các đội cho các nhóm
Các đội được phân bổ cho các nhóm trên cơ sở trải rộng về mặt địa lý. Các đội được xếp vào bốn nhóm, và một đội được bốc thăm từ mỗi bình cho mỗi nhóm. Nhóm 1 bao gồm năm đội châu Phi cộng với một đội từ Nam Mỹ, nhóm 2 bao gồm các đội còn lại từ Châu Mỹ, không bao gồm một đội từ CONCACAF. Nhóm 3 bao gồm các đội đến từ Châu Á và Châu Đại Dương cộng với đội từ CONCACAF còn lại. Nhóm 4 bao gồm các đội từ châu Âu.
| Nhóm 1                                                               | Nhóm 2                                                | Nhóm 3                                               | Nhóm 4                                                 |
| -------------------------------------------------------------------- | ----------------------------------------------------- | ---------------------------------------------------- | ------------------------------------------------------ |
| Ai Cập (hạt giống) Ghana Cameroon Nigeria Nam Phi Brasil (hạt giống) | Paraguay Uruguay Venezuela Costa Rica Hoa Kỳ Honduras | UAE Hàn Quốc Uzbekistan Úc Trinidad và Tobago Tahiti | Đức (hạt giống) Ý Cộng hòa Séc Hungary Tây Ban Nha Anh |

## Vòng bảng
Lễ bốc thăm chia bảng đã được tổ chức vào ngày 5 tháng 4 năm 2009 tại Luxor Temple. Mỗi đội nhất và nhì bảng, cũng như bốn đội xếp thứ ba có thành tích tốt nhất sẽ giành quyền vào vòng loại trực tiếp (bắt đầu từ vòng 16 đội).
Tất cả các trận đấu diễn ra theo giờ địa phương (UTC+2).

### Bảng A
| VT | Đội                | ST | T | H | B | BT | BB | HS | Đ | Giành quyền tham dự     |
| -- | ------------------ | -- | - | - | - | -- | -- | -- | - | ----------------------- |
| 1  | Ai Cập (H)         | 3  | 2 | 0 | 1 | 9  | 5  | +4 | 6 | Vòng đấu loại trực tiếp |
| 2  | Paraguay           | 3  | 1 | 2 | 0 | 2  | 1  | +1 | 5 | Vòng đấu loại trực tiếp |
| 3  | Ý                  | 3  | 1 | 1 | 1 | 4  | 5  | −1 | 4 | Vòng đấu loại trực tiếp |
| 4  | Trinidad và Tobago | 3  | 0 | 1 | 2 | 2  | 6  | −4 | 1 |                         |

| Ai Cập                                      | 4–1      | Trinidad và Tobago |
| ------------------------------------------- | -------- | ------------------ |
| Afroto 30' · Arafat 51', 90+3' · Talaat 59' | Chi tiết | Rochford 36'       |

| Paraguay | 0–0      | Ý |
| -------- | -------- | - |
|          | Chi tiết |   |

| Ý                                     | 2–1      | Trinidad và Tobago |
| ------------------------------------- | -------- | ------------------ |
| Albertazzi 39' · Raggio Garibaldi 78' | Chi tiết | Clarence 67'       |

| Ai Cập     | 1–2      | Paraguay                       |
| ---------- | -------- | ------------------------------ |
| Afroto 38' | Chi tiết | Santander 27' · Paniagua 90+4' |

| Trinidad và Tobago | 0–0      | Paraguay |
| ------------------ | -------- | -------- |
|                    | Chi tiết |          |

| Ý                           | 2–4      | Ai Cập                             |
| --------------------------- | -------- | ---------------------------------- |
| Eusepi 29' · Albertazzi 53' | Chi tiết | Shoukry 23', 45+1' · Bogy 70', 80' |

### Bảng B
| VT | Đội         | ST | T | H | B | BT | BB | HS  | Đ | Giành quyền tham dự     |
| -- | ----------- | -- | - | - | - | -- | -- | --- | - | ----------------------- |
| 1  | Tây Ban Nha | 3  | 3 | 0 | 0 | 13 | 0  | +13 | 9 | Vòng đấu loại trực tiếp |
| 2  | Venezuela   | 3  | 2 | 0 | 1 | 9  | 3  | +6  | 6 | Vòng đấu loại trực tiếp |
| 3  | Nigeria     | 3  | 1 | 0 | 2 | 5  | 3  | +2  | 3 | Vòng đấu loại trực tiếp |
| 4  | Tahiti      | 3  | 0 | 0 | 3 | 0  | 21 | −21 | 0 |                         |

| Nigeria | 0–1      | Venezuela     |
| ------- | -------- | ------------- |
|         | Chi tiết | Del Valle 45' |

| Tây Ban Nha                                                               | 8–0      | Tahiti |
| ------------------------------------------------------------------------- | -------- | ------ |
| Aarón 11', 15' · Nsue 17', 32' · Mérida 74' · Kike 79', 86' · Herrera 89' | Chi tiết |        |

| Nigeria | 0–2      | Tây Ban Nha             |
| ------- | -------- | ----------------------- |
|         | Chi tiết | Mérida 33', 83' (ph.đ.) |

| Tahiti | 0–8      | Venezuela                                                                             |
| ------ | -------- | ------------------------------------------------------------------------------------- |
|        | Chi tiết | Rondón 4', 27' (ph.đ.), 90+2' · Velázquez 19' · Rojas 72' · Del Valle 78', 88', 90+1' |

| Venezuela | 0–3      | Tây Ban Nha                                  |
| --------- | -------- | -------------------------------------------- |
|           | Chi tiết | Parejo 12' · Aarón 26' (ph.đ.) · Herrera 77' |

| Tahiti | 0–5      | Nigeria                                                        |
| ------ | -------- | -------------------------------------------------------------- |
|        | Chi tiết | Obiorah 15' · Edet 24' · Fatai 34' · Orelesi 45+1' · Adejo 90' |

### Bảng C
| VT | Đội      | ST | T | H | B | BT | BB | HS | Đ | Giành quyền tham dự     |
| -- | -------- | -- | - | - | - | -- | -- | -- | - | ----------------------- |
| 1  | Đức      | 3  | 2 | 1 | 0 | 7  | 1  | +6 | 7 | Vòng đấu loại trực tiếp |
| 2  | Hàn Quốc | 3  | 1 | 1 | 1 | 4  | 3  | +1 | 4 | Vòng đấu loại trực tiếp |
| 3  | Hoa Kỳ   | 3  | 1 | 0 | 2 | 4  | 7  | −3 | 3 |                         |
| 4  | Cameroon | 3  | 1 | 0 | 2 | 3  | 7  | −4 | 3 |                         |

| Hoa Kỳ | 0–3      | Đức                                                 |
| ------ | -------- | --------------------------------------------------- |
|        | Chi tiết | Aydilek 30' (ph.đ.) · Jungwirth 32' · Schäffler 72' |

| Cameroon            | 2–0      | Hàn Quốc |
| ------------------- | -------- | -------- |
| Effa 19' · Tiko 64' | Chi tiết |          |

| Hàn Quốc        | 1–1      | Đức             |
| --------------- | -------- | --------------- |
| Kim Min-woo 71' | Chi tiết | Sukuta-Pasu 32' |

| Hoa Kỳ                                             | 4–1      | Cameroon         |
| -------------------------------------------------- | -------- | ---------------- |
| Arguez 45+1' · Taylor 47' · Duka 66' · Ownby 90+1' | Chi tiết | Yaya 75' (ph.đ.) |

| Đức                                        | 3–0      | Cameroon |
| ------------------------------------------ | -------- | -------- |
| Sukuta-Pasu 41' · Aydilek 58' · Holtby 70' | Chi tiết |          |

| Hàn Quốc                                                         | 3–0      | Hoa Kỳ |
| ---------------------------------------------------------------- | -------- | ------ |
| Kim Young-gwon 23' · Kim Bo-kyung 42' · Koo Ja-cheol 75' (ph.đ.) | Chi tiết |        |

### Bảng D
| VT | Đội        | ST | T | H | B | BT | BB | HS | Đ | Giành quyền tham dự     |
| -- | ---------- | -- | - | - | - | -- | -- | -- | - | ----------------------- |
| 1  | Ghana      | 3  | 2 | 1 | 0 | 8  | 3  | +5 | 7 | Vòng đấu loại trực tiếp |
| 2  | Uruguay    | 3  | 2 | 1 | 0 | 6  | 2  | +4 | 7 | Vòng đấu loại trực tiếp |
| 3  | Uzbekistan | 3  | 0 | 1 | 2 | 2  | 6  | −4 | 1 |                         |
| 4  | Anh        | 3  | 0 | 1 | 2 | 1  | 6  | −5 | 1 |                         |

| Ghana                  | 2–1      | Uzbekistan  |
| ---------------------- | -------- | ----------- |
| Osei 60' · Adiyiah 75' | Chi tiết | Karimov 47' |

| Anh | 0–1      | Uruguay    |
| --- | -------- | ---------- |
|     | Chi tiết | Viudez 84' |

| Uruguay                                      | 3–0      | Uzbekistan |
| -------------------------------------------- | -------- | ---------- |
| Lodeiro 28' · Urretavizcaya 62' · García 83' | Chi tiết |            |

| Ghana                                  | 4–0      | Anh |
| -------------------------------------- | -------- | --- |
| Adiyiah 38', 88' · Ayew 57' · Osei 82' | Chi tiết |     |

| Uruguay                       | 2–2      | Ghana                |
| ----------------------------- | -------- | -------------------- |
| Lodeiro 74' · Hernández 90+1' | Chi tiết | Rabiu 54' · Osei 70' |

| Uzbekistan | 1–1      | Anh                  |
| ---------- | -------- | -------------------- |
| Nagaev 77' | Chi tiết | Nimely-Tchuimeni 88' |

### Bảng E
| VT | Đội          | ST | T | H | B | BT | BB | HS | Đ | Giành quyền tham dự     |
| -- | ------------ | -- | - | - | - | -- | -- | -- | - | ----------------------- |
| 1  | Brasil       | 3  | 2 | 1 | 0 | 8  | 1  | +7 | 7 | Vòng đấu loại trực tiếp |
| 2  | Cộng hòa Séc | 3  | 2 | 1 | 0 | 5  | 3  | +2 | 7 | Vòng đấu loại trực tiếp |
| 3  | Costa Rica   | 3  | 1 | 0 | 2 | 5  | 8  | −3 | 3 | Vòng đấu loại trực tiếp |
| 4  | Úc           | 3  | 0 | 0 | 3 | 2  | 8  | −6 | 0 |                         |

| Brasil                                                           | 5–0      | Costa Rica |
| ---------------------------------------------------------------- | -------- | ---------- |
| Alan Kardec 24', 44' · Giuliano 35' · Teixeira 75' · Boquita 89' | Chi tiết |            |

| Cộng hòa Séc                      | 2–1      | Úc                    |
| --------------------------------- | -------- | --------------------- |
| Rabušic 50' · Pekhart 89' (ph.đ.) | Chi tiết | Holland 90+4' (ph.đ.) |

| Úc | 0–3      | Costa Rica                                      |
| -- | -------- | ----------------------------------------------- |
|    | Chi tiết | Madrigal 35' · DeVere 82' (l.n.) · Guzmán 90+3' |

| Brasil | 0–0      | Cộng hòa Séc |
| ------ | -------- | ------------ |
|        | Chi tiết |              |

| Costa Rica                            | 2–3      | Cộng hòa Séc                      |
| ------------------------------------- | -------- | --------------------------------- |
| Estrada 49' (ph.đ.) · J. Martínez 61' | Chi tiết | Chramosta 11', 86' · Vošahlík 77' |

| Úc       | 1–3      | Brasil                                   |
| -------- | -------- | ---------------------------------------- |
| Mooy 14' | Chi tiết | Ciro 34' · Douglas Costa 62' · Ganso 81' |

### Bảng F
| VT | Đội      | ST | T | H | B | BT | BB | HS | Đ | Giành quyền tham dự     |
| -- | -------- | -- | - | - | - | -- | -- | -- | - | ----------------------- |
| 1  | Hungary  | 3  | 2 | 0 | 1 | 6  | 3  | +3 | 6 | Vòng dấu loại trực tiếp |
| 2  | UAE      | 3  | 1 | 1 | 1 | 3  | 4  | −1 | 4 | Vòng dấu loại trực tiếp |
| 3  | Nam Phi  | 3  | 1 | 1 | 1 | 4  | 6  | −2 | 4 | Vòng dấu loại trực tiếp |
| 4  | Honduras | 3  | 1 | 0 | 2 | 3  | 3  | 0  | 3 |                         |

| UAE                                   | 2–2      | Nam Phi          |
| ------------------------------------- | -------- | ---------------- |
| Al Kamali 90+1' (ph.đ.) · Awana 90+3' | Chi tiết | Erasmus 54', 72' |

| Honduras                           | 3–0      | Hungary |
| ---------------------------------- | -------- | ------- |
| M. Martínez 35', 70' · Peralta 84' | Chi tiết |         |

| Hungary                                                          | 4–0      | Nam Phi |
| ---------------------------------------------------------------- | -------- | ------- |
| Korcsmár 49' · Koman 55' (ph.đ.) · Debreceni 71' · Présinger 90' | Chi tiết |         |

| UAE        | 1–0      | Honduras |
| ---------- | -------- | -------- |
| Khalil 41' | Chi tiết |          |

| Hungary                | 2–0      | UAE |
| ---------------------- | -------- | --- |
| Németh 19' · Koman 23' | Chi tiết |     |

| Nam Phi                | 2–0      | Honduras |
| ---------------------- | -------- | -------- |
| Jali 31' · Khumalo 46' | Chi tiết |          |

### Xếp hạng các đội xếp thứ ba
| VT | Bg | Đội        | ST | T | H | B | BT | BB | HS | Đ | Giành quyền tham dự     |
| -- | -- | ---------- | -- | - | - | - | -- | -- | -- | - | ----------------------- |
| 1  | A  | Ý          | 3  | 1 | 1 | 1 | 4  | 5  | −1 | 4 | Vòng đấu loại trực tiếp |
| 2  | F  | Nam Phi    | 3  | 1 | 1 | 1 | 4  | 6  | −2 | 4 | Vòng đấu loại trực tiếp |
| 3  | B  | Nigeria    | 3  | 1 | 0 | 2 | 5  | 3  | +2 | 3 | Vòng đấu loại trực tiếp |
| 4  | E  | Costa Rica | 3  | 1 | 0 | 2 | 5  | 8  | −3 | 3 | Vòng đấu loại trực tiếp |
| 5  | C  | Hoa Kỳ     | 3  | 1 | 0 | 2 | 4  | 7  | −3 | 3 |                         |
| 6  | D  | Uzbekistan | 3  | 0 | 1 | 2 | 2  | 6  | −4 | 1 |                         |

## Vòng đấu loại trực tiếp
|  | Round of 16                      | Round of 16                  |                              |       | Tứ kết        | Tứ kết        |                              |                              | Bán kết | Bán kết |  |  | Chung kết | Chung kết |
|  |                                  |                              |                              |       |               |               |                              |                              |         |         |  |  |           |           |
|  | 5 tháng 10 năm 2009 — Cairo      |                              |                              |       |               |               |                              |                              |         |         |  |  |           |           |
|  |                                  |                              |                              |       |               |               |                              |                              |         |         |  |  |           |           |
|  | Paraguay                         | 0                            |                              |       |               |               |                              |                              |         |         |  |  |           |           |
|  | Paraguay                         | 0                            | 9 tháng 10 năm 2009 — Suez   |       |               |               |                              |                              |         |         |  |  |           |           |
|  | Hàn Quốc                         | 3                            |                              |       |               |               |                              |                              |         |         |  |  |           |           |
|  | Hàn Quốc                         | 3                            | Hàn Quốc                     | 2     |               |               |                              |                              |         |         |  |  |           |           |
|  | 6 tháng 10 năm 2009 — Ismailia   |                              | Hàn Quốc                     | 2     |               |               |                              |                              |         |         |  |  |           |           |
|  |                                  | Ghana                        | 3                            |       |               |               |                              |                              |         |         |  |  |           |           |
|  | Ghana                            | Ghana                        | 3                            | 2     |               |               |                              |                              |         |         |  |  |           |           |
|  | Ghana                            |                              | 13 tháng 10 năm 2009 — Cairo | 2     |               |               |                              |                              |         |         |  |  |           |           |
|  | Nam Phi                          | 1                            |                              |       |               |               |                              |                              |         |         |  |  |           |           |
|  | Nam Phi                          | 1                            | Ghana                        | 3     |               |               |                              |                              |         |         |  |  |           |           |
|  | 5 tháng 10 năm 2009 — Cairo      |                              | Ghana                        | 3     |               |               |                              |                              |         |         |  |  |           |           |
|  |                                  | Hungary                      | 2                            |       |               |               |                              |                              |         |         |  |  |           |           |
|  | Tây Ban Nha                      | Hungary                      | 2                            | 1     |               |               |                              |                              |         |         |  |  |           |           |
|  | Tây Ban Nha                      | 9 tháng 10 năm 2009 — Suez   |                              | 1     |               |               |                              |                              |         |         |  |  |           |           |
|  | Ý                                | 3                            |                              |       |               |               |                              |                              |         |         |  |  |           |           |
|  | Ý                                | 3                            | Ý                            | 2     |               |               |                              |                              |         |         |  |  |           |           |
|  | 6 tháng 10 năm 2009 — Alexandria |                              | Ý                            | 2     |               |               |                              |                              |         |         |  |  |           |           |
|  |                                  | Hungary                      | 3                            |       |               |               |                              |                              |         |         |  |  |           |           |
|  | Hungary (p)                      | Hungary                      | 3                            | 2 (4) |               |               |                              |                              |         |         |  |  |           |           |
|  | Hungary (p)                      |                              | 16 tháng 10 năm 2009 — Cairo | 2 (4) |               |               |                              |                              |         |         |  |  |           |           |
|  | Cộng hòa Séc                     | 2 (3)                        |                              |       |               |               |                              |                              |         |         |  |  |           |           |
|  | Cộng hòa Séc                     | 2 (3)                        | Ghana (p)                    | 0 (4) |               |               |                              |                              |         |         |  |  |           |           |
|  | 7 tháng 10 năm 2009 — Port Said  |                              | Ghana (p)                    | 0 (4) |               |               |                              |                              |         |         |  |  |           |           |
|  |                                  | Brasil                       | 0 (3)                        |       |               |               |                              |                              |         |         |  |  |           |           |
|  | Brasil                           | Brasil                       | 0 (3)                        | 3     |               |               |                              |                              |         |         |  |  |           |           |
|  | Brasil                           | 10 tháng 10 năm 2009 — Cairo |                              | 3     |               |               |                              |                              |         |         |  |  |           |           |
|  | Uruguay                          | 1                            |                              |       |               |               |                              |                              |         |         |  |  |           |           |
|  | Uruguay                          | 1                            | Brasil                       | 2     |               |               |                              |                              |         |         |  |  |           |           |
|  | 7 tháng 10 năm 2009 — Suez       |                              | Brasil                       | 2     |               |               |                              |                              |         |         |  |  |           |           |
|  |                                  | Đức                          | 1                            |       |               |               |                              |                              |         |         |  |  |           |           |
|  | Đức                              | Đức                          | 1                            | 3     |               |               |                              |                              |         |         |  |  |           |           |
|  | Đức                              |                              | 13 tháng 10 năm 2009 — Cairo | 3     |               |               |                              |                              |         |         |  |  |           |           |
|  | Nigeria                          | 2                            |                              |       |               |               |                              |                              |         |         |  |  |           |           |
|  | Nigeria                          | 2                            | Brasil                       | 1     |               |               |                              |                              |         |         |  |  |           |           |
|  | 7 tháng 10 năm 2009 — Suez       |                              | Brasil                       | 1     |               |               |                              |                              |         |         |  |  |           |           |
|  |                                  | Costa Rica                   | 0                            |       | Tranh hạng ba | Tranh hạng ba |                              |                              |         |         |  |  |           |           |
|  | Venezuela                        | Costa Rica                   | 0                            | 1     | Tranh hạng ba | Tranh hạng ba |                              |                              |         |         |  |  |           |           |
|  | Venezuela                        | 10 tháng 10 năm 2009 — Cairo | 10 tháng 10 năm 2009 — Cairo | 1     |               |               | 16 tháng 10 năm 2009 — Cairo | 16 tháng 10 năm 2009 — Cairo |         |         |  |  |           |           |
|  | UAE                              | 10 tháng 10 năm 2009 — Cairo | 10 tháng 10 năm 2009 — Cairo | 2     |               |               | 16 tháng 10 năm 2009 — Cairo | 16 tháng 10 năm 2009 — Cairo |         |         |  |  |           |           |
|  | UAE                              | UAE                          | 1                            | 2     | Hungary (p)   | 1 (2)         |                              |                              |         |         |  |  |           |           |
|  | 6 tháng 10 năm 2009 — Cairo      | UAE                          | 1                            |       | Hungary (p)   | 1 (2)         |                              |                              |         |         |  |  |           |           |
|  |                                  | Costa Rica                   | 2                            |       | Costa Rica    | 1 (0)         |                              |                              |         |         |  |  |           |           |
|  | Ai Cập                           | Costa Rica                   | 2                            | 0     | Costa Rica    | 1 (0)         |                              |                              |         |         |  |  |           |           |
|  | Ai Cập                           |                              |                              | 0     |               |               |                              |                              |         |         |  |  |           |           |
|  | Costa Rica                       | 2                            |                              |       |               |               |                              |                              |         |         |  |  |           |           |
|  | Costa Rica                       | 2                            |                              |       |               |               |                              |                              |         |         |  |  |           |           |

### Vòng 16 đội
| Tây Ban Nha       | 1 – 3    | Ý                                   |
| ----------------- | -------- | ----------------------------------- |
| Aarón 66' (ph.đ.) | Chi tiết | Mustacchio 55', 87' · Mazzarani 61' |

| Paraguay | 0 – 3    | Hàn Quốc                                |
| -------- | -------- | --------------------------------------- |
|          | Chi tiết | Kim Bo-kyung 55' · Kim Min-woo 60', 70' |

| Ghana                  | 2 – 1 (s.h.p.) | Nam Phi     |
| ---------------------- | -------------- | ----------- |
| Ayew 66' · Adiyiah 99' | Chi tiết       | Erasmus 58' |

| Ai Cập | 0 – 2    | Costa Rica           |
| ------ | -------- | -------------------- |
|        | Chi tiết | Mena 21' · Ureña 88' |

| Hungary                                                  | 2 – 2 (s.h.p.) | Cộng hòa Séc                                               |
| -------------------------------------------------------- | -------------- | ---------------------------------------------------------- |
| Kiss 15' · Koman 99'                                     | Chi tiết       | Vošahlík 26' · Rabušic 92'                                 |
| Loạt sút luân lưu                                        |                |                                                            |
| Présinger · Koman · Szabó · Gosztonyi · Németh · Balajti | 4 – 3          | Mareček · Rabušic · Čelůstka · Vošahlík · Morávek · Řezník |

| Brasil                              | 3 – 1    | Uruguay           |
| ----------------------------------- | -------- | ----------------- |
| Alan Kardec 22' · Teixeira 24', 31' | Chi tiết | Urretavizcaya 36' |

| Venezuela  | 1 – 2    | UAE                    |
| ---------- | -------- | ---------------------- |
| Rondón 12' | Chi tiết | Ahmed 22' · Khalil 83' |

| Đức                              | 3 – 2    | Nigeria                   |
| -------------------------------- | -------- | ------------------------- |
| Kopplin 52', 90+3' · Vrančić 75' | Chi tiết | Uchechi 51' · Ibrahim 68' |

### Tứ kết
| Hàn Quốc                              | 2 – 3    | Ghana                      |
| ------------------------------------- | -------- | -------------------------- |
| Park Hee-seong 31' · Kim Dong-sub 82' | Chi tiết | Adiyiah 8', 78' · Osei 28' |

| Ý                               | 2 – 3 (s.h.p.) | Hungary                              |
| ------------------------------- | -------------- | ------------------------------------ |
| Mazzotta 82' · Bonaventura 113' | Chi tiết       | Koman 2' (ph.đ.) · Németh 112', 117' |

| Brasil          | 2 – 1 (s.h.p.) | Đức        |
| --------------- | -------------- | ---------- |
| Maicon 88', 91' | Chi tiết       | Holtby 73' |

| UAE     | 1 – 2 (s.h.p.) | Costa Rica                     |
| ------- | -------------- | ------------------------------ |
| Ali 33' | Chi tiết       | J. Martínez 37' · Ureña 120+2' |

### Bán kết
| Ghana                          | 3 – 2    | Hungary                  |
| ------------------------------ | -------- | ------------------------ |
| Adiyiah 10', 31' · Quansah 81' | Chi tiết | Futács 73' · Balajti 84' |

| Brasil          | 1 – 0    | Costa Rica |
| --------------- | -------- | ---------- |
| Alan Kardec 67' | Chi tiết |            |

### Tranh hạng ba
| Hungary                | 1 – 1    | Costa Rica                          |
| ---------------------- | -------- | ----------------------------------- |
| Koman 90+1' (ph.đ.)    | Chi tiết | Ureña 81'                           |
| Loạt sút luân lưu      |          |                                     |
| Németh · Koman · Varga | 2 – 0    | Estrada · Gamboa · Luna · Hernández |

### Chung kết
| Ghana                                                    | 0 – 0 (s.h.p.) | Brasil                                                             |
| -------------------------------------------------------- | -------------- | ------------------------------------------------------------------ |
|                                                          | Chi tiết       |                                                                    |
| Loạt sút luân lưu                                        |                |                                                                    |
| Ayew · Inkoom · Mensah · Addae · Adiyiah · Agyemang-Badu | 4 – 3          | Alan Kardec · Giuliano · Douglas Costa · Souza · Maicon · Teixeira |

## Vô địch
| Giải vô địch bóng đá U-20 thế giới 2009 |
| --------------------------------------- |
| · Ghana · Lần thứ 1                     |

## Giải thưởng
| Quả bóng vàng        | Quả bóng bạc   | Quả bóng đồng  |
| -------------------- | -------------- | -------------- |
| Dominic Adiyiah      | Alex Teixeira  | Giuliano       |
| Chiếc giày vàng      | Ciếc giày bạc  | Ciếc giày đồng |
| Dominic Adiyiah      | Vladimir Koman | Aarón          |
| 8 bàn                | 5 bàn          | 4 bàn          |
| Găng tay vàng        |                |                |
| Esteban Alvarado     |                |                |
| Giải phong cách FIFA |                |                |
| Brasil               |                |                |

## Cầu thủ ghi bàn
Với 8 bàn thắng, Dominic Adiyiah đã giành danh hiệu vua phá lưới của giải đấu. Tổng cộng có 167 bàn thắng đã được ghi tại giải đấu, trong đó có 1 bàn phản lưới nhà.
8 bàn
- Dominic Adiyiah

5 bàn
- Vladimir Koman

4 bàn
- Alan Kardec
- Ransford Osei
- Aarón
- Yonathan del Valle
- Salomón Rondón

3 bàn
- Alex Teixeira
- Marco Ureña Porras
- Krisztián Németh
- Kermit Erasmus
- Kim Min-woo
- Fran Mérida

2 bàn
- Maicon
- Josué Martínez
- Jan Chramosta
- Michael Rabušic
- Jan Vošahlík
- Afroto
- Hossam Arafat
- Bogy
- Ahmed Shoukry
- Semih Aydilek
- Lewis Holtby
- Björn Kopplin
- Richard Sukuta-Pasu
- André Ayew
- Mario Martínez
- Michelangelo Albertazzi
- Mattia Mustacchio
- Kim Bo-kyung
- Ander Herrera
- Kike
- Emilio Nsue
- Ahmed Khalil
- Nicolás Lodeiro
- Jonathan Urretavizcaya

1 bàn
- James Holland
- Aaron Mooy
- Boquita
- Ciro
- Douglas Costa
- Giuliano
- Ganso
- Andre Akono Effa
- Germain Tiko
- Banana Yaya
- Diego Estrada
- David Guzmán
- Diego Madrigal
- José Mena
- Tomáš Pekhart
- Mohamed Talaat
- Alex Nimely-Tchuimeni
- Florian Jungwirth
- Manuel Schäffler
- Mario Vrančić
- Abeiku Quansah
- Mohammed Rabiu
- Arnold Peralta
- Ádám Balajti
- András Debreceni
- Márkó Futács
- Máté Kiss
- Zsolt Korcsmár
- Ádám Présinger
- Giacomo Bonaventura
- Umberto Eusepi
- Andrea Mazzarani
- Antonio Mazzotta
- Silvano Raggio Garibaldi
- Daniel Adejo
- Ibok Edet
- Kehinde Fatai
- Rabiu Ibrahim
- Nwankwo Obiorah
- Nurudeen Orelesi
- Danny Uchechi
- Aldo Paniagua
- Federico Santander
- Andile Jali
- Sibusiso Khumalo
- Kim Dong-sub
- Kim Young-gwon
- Koo Ja-cheol
- Park Hee-seong
- Dani Parejo
- Juma Clarence
- Jean Luc Rochford
- Mohamed Ahmed
- Ahmed Ali
- Hamdan Al Kamali
- Theyab Awana
- Bryan Arguez
- Dilly Duka
- Brian Ownby
- Tony Taylor
- Santiago García
- Abel Hernández
- Tabaré Viudez
- Sherzod Karimov
- Ivan Nagaev
- Óscar Rojas
- José Manuel Velázquez

1 bàn phản lưới nhà
- Luke DeVere (trong trận gặp Costa Rica)

## Bảng xếp hạng giải đấu
| VT | Đội                | ST | T | H | B | BT | BB | HS  | Đ  | Chung cuộc            |
| -- | ------------------ | -- | - | - | - | -- | -- | --- | -- | --------------------- |
| 1  | Ghana              | 7  | 5 | 2 | 0 | 16 | 8  | +8  | 17 | Vô địch               |
| 2  | Brasil             | 7  | 5 | 2 | 0 | 14 | 3  | +11 | 17 | Á quân                |
| 3  | Hungary            | 7  | 3 | 2 | 2 | 14 | 11 | +3  | 11 | Hạng ba               |
| 4  | Costa Rica         | 7  | 3 | 1 | 3 | 10 | 11 | −1  | 10 | Hạng tư               |
|    |                    |    |   |   |   |    |    |     |    |                       |
| 5  | Đức                | 5  | 3 | 1 | 1 | 11 | 5  | +6  | 10 | Bị loại ở tứ kết      |
| 6  | Hàn Quốc           | 5  | 2 | 1 | 2 | 9  | 6  | +3  | 7  | Bị loại ở tứ kết      |
| 7  | Ý                  | 5  | 2 | 1 | 2 | 9  | 9  | 0   | 7  | Bị loại ở tứ kết      |
| 8  | UAE                | 5  | 2 | 1 | 2 | 6  | 7  | −1  | 7  | Bị loại ở tứ kết      |
|    |                    |    |   |   |   |    |    |     |    |                       |
| 9  | Tây Ban Nha        | 4  | 3 | 0 | 1 | 14 | 3  | +11 | 9  | Bị loại ở vòng 16 đội |
| 10 | Cộng hòa Séc       | 4  | 2 | 2 | 0 | 7  | 5  | +2  | 8  | Bị loại ở vòng 16 đội |
| 11 | Uruguay            | 4  | 2 | 1 | 1 | 7  | 5  | +2  | 7  | Bị loại ở vòng 16 đội |
| 12 | Venezuela          | 4  | 2 | 0 | 2 | 10 | 5  | +5  | 6  | Bị loại ở vòng 16 đội |
| 13 | Ai Cập (H)         | 4  | 2 | 0 | 2 | 9  | 7  | +2  | 6  | Bị loại ở vòng 16 đội |
| 14 | Paraguay           | 4  | 1 | 2 | 1 | 2  | 4  | −2  | 5  | Bị loại ở vòng 16 đội |
| 15 | Nam Phi            | 4  | 1 | 1 | 2 | 5  | 8  | −3  | 4  | Bị loại ở vòng 16 đội |
| 16 | Nigeria            | 4  | 1 | 0 | 3 | 7  | 6  | +1  | 3  | Bị loại ở vòng 16 đội |
|    |                    |    |   |   |   |    |    |     |    |                       |
| 17 | Honduras           | 3  | 1 | 0 | 2 | 3  | 3  | 0   | 3  | Bị loại ở vòng bảng   |
| 18 | Hoa Kỳ             | 3  | 1 | 0 | 2 | 4  | 7  | −3  | 3  | Bị loại ở vòng bảng   |
| 19 | Cameroon           | 3  | 1 | 0 | 2 | 3  | 7  | −4  | 3  | Bị loại ở vòng bảng   |
| 20 | Uzbekistan         | 3  | 0 | 1 | 2 | 2  | 6  | −4  | 1  | Bị loại ở vòng bảng   |
| 20 | Trinidad và Tobago | 3  | 0 | 1 | 2 | 2  | 6  | −4  | 1  | Bị loại ở vòng bảng   |
| 22 | Anh                | 3  | 0 | 1 | 2 | 1  | 6  | −5  | 1  | Bị loại ở vòng bảng   |
| 23 | Úc                 | 3  | 0 | 0 | 3 | 2  | 8  | −6  | 0  | Bị loại ở vòng bảng   |
| 24 | Tahiti             | 3  | 0 | 0 | 3 | 0  | 21 | −21 | 0  | Bị loại ở vòng bảng   |